# LiSA
LiSA (リサ Risa), tên thật là Oribe Risa (織部 里沙 (Chức-bộ Lý-sa) sinh ngày 24 tháng 6 năm 1987) là một nữ ca sĩ người Nhật đến từ tỉnh Gifu. Nghệ danh của cô bắt nguồn từ những chữ cái đầu của Love is Same All (2010), Live is Smile Always (2012) - ban nhạc rock mà cô đang tham gia. LiSA có chất giọng cao và thích hợp trình bày các bản nhạc rock pha trộn J-Pop và cũng là ngôi sao sáng của Anisong.

## Sự nghiệp
LiSA đã học đánh piano từ năm 3 tuổi, lớn lên một chút thì bắt đầu học nhảy và luyện thanh nhạc, cô vẫn kiên trì một quá trình dài như vậy cho đến những năm cấp 3. Thời tiểu học, LiSA rất hay tham gia những cuộc thi được tổ chức bởi Nippon Budokan, và cũng chính thời gian đó cô đã đặt mục tiêu trên con đường trở thành một ca sĩ. Lên cấp 3, LiSA đã thành lập một ban nhạc chuyên cover những ca khúc của Avril Lavigne, Love Psychedelico, Ego - Wappin... Cô chính thức bắt đầu sự nghiệp ca hát từ 2005, khi ấy LiSA hoạt động với vai trò ca sĩ hát chính trong 1 nhóm nhạc chơi indie rock tên Chucky. Cô đã có quyết định bỏ học đại học để tiếp tục công việc ca hát với Chucky. Nhưng tại thời điểm đó, ban nhạc gặp rất nhiều khó khăn, cản trợ việc tiếp tục biểu diễn. Vì thế họ đã lựa chọn disband vào tháng 7 năm 2008. Không lâu sau, LiSA cũng đã chuyển đến Tokyo để tiếp tục sự nghiệp ca hát của mình.
Ở Tokyo, LiSA cùng với các thành viên Parking Out tái lập lại một nhóm nhạc tên Love is Same All. Từ đó xuất hiện nghệ danh LiSA. Nhóm nhạc này đã biểu diễn cùng LiSA trong các buổi diễn solo live. Từ tháng 3 năm 2010, cô được mời tham gia thực hiện loạt anime truyền hình Angel Beats!, một dự án truyền thông hỗn hợp do Maeda Jun và Na-Ga của công ty Key cùng P. A. Works phối hợp thực hiện. LiSA và Marina là hai ca sĩ hát chính cho hầu như toàn bộ các ca khúc trong phim dưới tên ban nhạc "Girls Dead Monster", cô cũng là ca sĩ lồng tiếng riêng cho nhân vật Yui. LiSA đã hoàn thành 3 single và 1 album trong 2010 với tên Girls Dead Monster, kết hợp cùng hãng thu âm Key Sounds Label. Single đầu tiên “Thousand Enemies" được ra mắt vào ngày 12 tháng 5, single thứ 2 “Little Braver” được ra mắt vào ngày 9 tháng 6, single thứ 3 "Ichiban no Takaramono (Yui final ver.)" được bày bán vào ngày 8 tháng 12. Album “Keep The Beats!” được ra mắt vào 30 tháng 6. LiSA lần đầu xuất hiện trước công chúng, đánh dấu sự mới mẻ của bản thân với màn trình diễn live tại Animelo Summer Live vào 28 tháng 8.

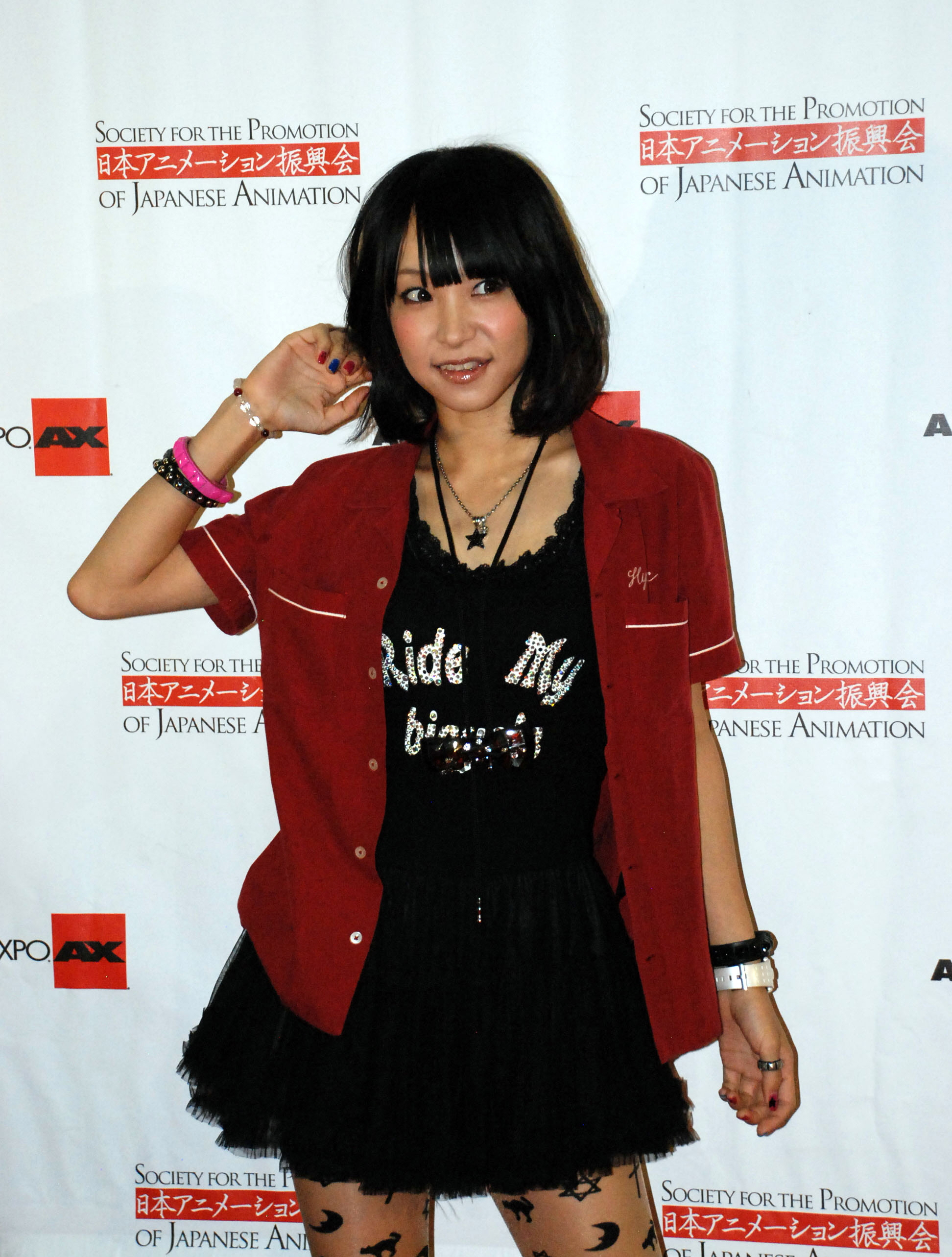
LiSA tại Anime Expo 2012.

Sau Girls Dead Monster, LiSA chính thức debut vào 20 tháng 4, 2011 cùng với sự ra mắt của mini album đầu tay: Letters to U bởi Aniplex thuộc công ty Sony Music Artists. Những bài hát trong album được sáng tác bởi nhiều nghệ sĩ lớn. Vào 12 tháng 11, 2011, cô xuất hiện tại Anime Festival Asia tại Singapore. Vào 23 tháng 11, LiSA ra mắt single đầu tiên mang tên “Oath Sign”, được dùng làm bài hát mở đầu cho series anime “Fate / Zero”. Vị trí cao nhất lúc đó của single là hạng 5 tại BXH Oricon hàng tuần, đồng thời nhận được chứng nhận đĩa vàng bởi hiệp hội thu âm Nhật Bản (RIAJ).

## Sự ảnh hưởng về phong cách âm nhạc và sáng tác
LiSA đã đề ra khá nhiều nghệ sĩ có tầm ảnh hưởng đến phong cách của cô ấy. Nổi bật như Avril Lavigne, Oasis, Green Day, Paramore, Ke$ha và Rihanna. Trong khoảng thời LiSA hoạt động cùng ban nhạc Chucky, cô đã tự sáng tác một số bài hát trong album Landspace và Launcher của mình cũng như lời cho single "Bright Flight / L. Miranic", "Shirushi", và "Rally Go Round"; trong đó "Rally Go Round" đồng sáng tác giữa LiSA và Shin Furuya. Dennis Amith của J-ENT đã từng nhận xét “LiSA là một ca sĩ trẻ rất phong cách, giọng hát rất tốt và có khả năng đảm nhận phong cách âm nhạc khác nhau, vô cùng đổi mới”

## Danh sách đĩa nhạc

### Album phòng thu
- [2012.02.22] “LOVER”S”MiLE” (Album đạt vị trí thứ 7 trên BXH oricon hàng tuần)
- [2013.10.30] “LANDSPACE“ (Album đạt vị trí thứ 2 BXH oricon, cao nhất từ khi debut đến thời điểm lúc đó)
- [2015.03.04] “Launcher“
- [2017.05.24] "LiTTLE DEViL PARADE" (LiSA đã có buổi live kéo dài hai ngày tại Saitama Super Arena vào 24 - 25/6/2017)
- [2020.10.12] "LEO-NiNE"

### Mini-albums
- [2011.04.20] Mini-album “Letters to U“
- [2016.04.20] Mini-album “Lucky Hi FiVE!”
- [2021.05.19] Mini-album “LADYBUG“

### Best Albums
- [2018.05.09] LiSA BEST -Day-
- [2018.05.09] LiSA BEST -Way-
- [2018.05.09] LiSA BEST -Day- & LiSA BEST -Way-
- [2018.10.10] LiSA BEST -Day- & LiSA BEST -Way- WiNTER PACKAGE

### Live Albums
- [2015.07.22] LiVE is Smile Always ~PiNK&BLACK~ in Nippon Budokan "Ichigo Donut" (LiVE is Smile Always～PiNK&BLACK～in日本武道館 "いちごドーナツ")
- [2015.07.22] LiVE is Smile Always ~PiNK&BLACK~ in Nippon Budokan "Choco Donut" (LiVE is Smile Always～PiNK&BLACK～in日本武道館 "ちょこドーナツ")

### Đĩa đơn
- [2010.05.12] Thousand Enemies
- [2010.06.09] Little Braver
- [2010.12.08] Ichiban No Takaramono 〜Yui final ver.〜  (các ca khúc cải biên từ soundtrack của Angel Beats!)
- [2011.11.23] oath sign (đạt vị trí thứ 5 tại BXH oricon hàng tuần và chứng nhận đĩa vàng từ hiệp hội âm nhạc Nhật Bản RIAJ
- [2012.08.08] crossing field (Vị trí cao nhất single này đạt được là vị trí thứ 5 trên oricon và cũng được chứng nhận đĩa vàng bởi RIAJ vào thời điểm đó, được chọn làm Opening song cho Sword Art Online I)
- [2013.04.03] best day, best way (Đạt vị trí thứ 6 trên BXH Oricon)
- [2013.08.07] traumerei (đạt vị trí thứ 15 trên Oricon và được dùng làm nhạc mở đầu cho series anime “Day Break Illusion”)
- [2014.05.07] Rising Hope (được dùng làm ca khúc mở đầu cho series anime Mahouka Koukou no Rettousei (2014), xếp thứ 4 tại BXH oricon)
- [2014.09.17] BRiGHT FLiGHT / L. Miranic (Vị trí thứ 8 tại BXH oricon)
- [2014.12.10] Shirushi (シルシ) (đạt vị trí thứ 3 tại Oricon, được sử dụng làm nhạc kết cho series anime Sword Art Online II, một ca khúc khác trong single là “No More Time Machine” cũng được chọn làm ca khúc kết thứ 2 cho series anime Sword Art Online II.)
- [2015.05.27] Rally Go Round (bài hát được chọn là Opening Song cho Nisekoi season 2)
- [2015.09.30] Empty MERMAiD
- [2016.08.24] Brave Freak Out (được chọn làm Opening Song 1 cho anime Qualidea Code năm 2016, bao gồm bài hát "AxxxiS" là Opening Song 2)
- [2017.02.15] Catch The Moment (OP cho anime Sword Art Online The Movie: Ordinal Scale năm 2017)
- [2017.08.02] Datte Atashi no Hero (だってアタシのヒーロー。) (Ending Song thứ hai của loạt anime My Hero Academia season 2)
- [2017.11.29] ASH (OP song cho anime Fate / Apocrypha)
- [2018.12.12] Akai Wana (who loves it?) / ADAMAS (赤い罠)
- [2019.07.03] Gurenge (紅蓮華) (Opening Song cho anime Kimetsu no Yaiba)
- [2019.12.11] unlasting (Ending Song cho anime Sword Art Online: Alicization - War of Underworld)
- [2020.10.12] homura (炎) (Ca khúc Chủ đề của Anime Điện Ảnh Thanh Gươm Diệt Quỷ: Chuyến Tàu Vô Tận)
- [2020.11.16] Saikai (produced by Ayase) (再会 (produced by Ayase)) (hát cùng với Uru)
- [2020.12.25] Gurenge - From THE FIRST TAKE (紅蓮華 - From THE FIRST TAKE)
- [2021.01.11] dawn
- [2021.04.20] Another Great Day!!
- [2021.07.26] HADASHi NO STEP
- [2021.10.15] Yuke (往け - OST của Sword Art Online Progressive - Aria of Starless Night) (Đứng đầu bảng xếp hạng oricon với 17,963 lượt tải xuống trong 3 ngày; trở thành đĩa đơn thứ năm đạt ở vị trí này của LiSA)
- [2021.10.18] Akeboshi
- [2021.11.10] Wake Me Up!
- [2021.11.15] Shirogane
- [2021.11.16] homura - From THE FIRST TAKE (炎 - From THE FIRST TAKE)
- [2021.11.16] Catch the Moment - From THE FIRST TAKE
- [2021.11.19] crossing field (TOKYO MACHINE remix) - Sakura Chill Beats Singles
- [2022.06.01] Shifukunotoki (シフクノトキ)

### Vinyls
- [2016.03.23] Letters to U
- [2016.05.11] LUCKY Hi FiVE!

### Tải xuống kĩ thuật số
- [2015.12.02] ID (bài hát chủ đề cho game Dengeki Bunko: Fighting Climax Ignition.)
- [2018.01.09] Thrill, Risk, Heartless (bài hát chủ đề cho game Sword Art Online: Fatal Bullet.)
- [2018.05.23] NIPPON
- [2018.10.08] ADAMAS
- [2019.03.13] Sapphire no Hoshi (サファイアの星; Sapphire Star)
- [2019.04.22] Gurenge (紅蓮華)
- [2019.10.21] unlasting
- [2020.01.13] THIS ILLUSION

### Video phát hành
- [2012.09.26] LiVE is Smile Always ~LOVER "S" MiLE~ in Hibiya Yagai Dai Ongakudo (LiVE is Smile Always ~LOVER "S" MiLE~ in日比谷野外大音楽堂)
- [2014.06.18] LiVE is Smile Always ~Kyou mo ii Hi Da~ in Nippon Budokan
- [2015.07.22] LiVE is Smile Always ~PiNK & BLACK~ in Nippon Budokan "Choco Donut" (LiVE is Smile Always～PiNK & BLACK～in 日本武道馆「ちょこドーナツ」)
- [2016.06.29] LiSA MUSiC ViDEO CLiPS 2011 - 2015
- [2016.11.26] LiVE is Smile Always - NEVER ENDiNG GLORY - at YOKOHAMA ARENA [the Sun]
- [2016.11.27] LiVE is Smile Always - NEVER ENDiNG GLORY - at YOKOHAMA ARENA [the Moon]
- [2019.05.15] LiVE is Smile Always ~ASiA TOUR 2018~ [eN ＋ core] LiVE & DOCUMENT
- [2020.03.04] LiVE is Smile Always ~364＋JOKER~ at YOKOHAMA ARENA

### Bộ sưu tập / Khác
- [2010.12.08] Girls Dead Monster STARRING LiSA - Ichiban no Takaramono ~Yui final ver.~
- [2012.06.29] Orpheus ~Kimi to Kanaderu Ashita e no Uta~ (#1 Lia, Tada Aoi, Kawada Mami, Shimamiya Eiko, KOTOKO, Utatsuki Kaori, Chata, Rita, LiSA - "Orpheus ~Kimi to Kanaderu Ashita e no Uta~")
- [2012.12.29] KeyCLASSIC (#9 Girls Dead Monster STARRING LiSA - "Ichiban no Takaramono ~yui.ver Classic~")
- [2014.08.27] Sword Art Online Song Collection (#12 "crossing field")
- [2014.08.27] MEKAKUCITY ACTORS Vol.5 Bonus CD (#1 Jin - "Yuukei Yesterday (Full Mix)" ft. LiSA)
- [2014.09.10] MEKAKUCITY ACTORS Vol.6 Bonus CD (#1 Jin - "Headphone Actor (Full Mix)" ft. LiSA)
- [2015.03.25] Fate/stay night [Unlimited Blade Works] Original Soundtrack I (#25 "THIS ILLUSION")
- [2015.04.01] MEKAKUCITY M's COMPLETE BOX ~MEKAKUCITY ACTORS VOCAL & SOUND COLLECTION~ (CD1 #2 Jin - "Headphone Actor" ft. LiSA; #4 Jin - "Yiuukei Yesterday" ft. LiSA, CD2 #4 Jin - "Yobanashi Deceive" ft. LiSA & MARiA from GARNiDELiA)
- [2015.04.01] MEKAKUCITY M's 1 ~MEKAKUCITY ACTORS VOCAL & SOUND COLLECTION~ (CD1 #2 Jin - "Headphone Actor" ft. LiSA; #4 Jin - "Yiuukei Yesterday" ft. LiSA)
- [2015.06.03] MEKAKUCITY M's 2 ~MEKAKUCITY ACTORS VOCAL & SOUND COLLECTION~ (CD1 #4 Jin - Yobanashi Deceive" ft. LiSA & MARiA from GARNiDELiA
- [2016.01.27] Q-MHz - Q-MHz (#1 "LiVE DiVE MHz!!" (featuring LiSA), #7 "JURASSiC KiSS" (featuring LiSA))
- [2018.04.04] Bishoujo Senshi Sailormoon THE 25TH ANNIVERSARY MEMORIAL TRIBUTE
- [2018.05.23] Adam to Eve no Ringo (#13 "NIPPON")
- [2018.11.28] SawanoHiroyuki[nZk] - narrative / NOISEofRAIN (#1 "narrative" (SawanoHiroyuki[nZk]: LiSA))
- [2019.03.06] SawanoHiroyuki[nZk] - R∃/MEMBER (#4 "narrative" (SawanoHiroyuki[nZk]: LiSA))
- [2019.03.13] Tokyo Ska Paradise Orchestra Tribute Collection: Rakuen Jyusan Kei
- [2019.06.30] from the edge - TV ver. - (FictionJunction feat. LiSA)
- [2019.07.24] Thank you, ROCK BANDS! ～UNISON SQUARE GARDEN 15th Anniversary Tribute Album～
- [2019.09.02] from the edge (feat. LiSA)
- [2019.12.18] Fate song material (Disc 1 #5 THIS ILLUSION / LiSA, Disc 2 #1 oath sign / LiSA, Disc 2 #8 ASH / LiSA)